# Saint-Michel-de-Volangis

Saint-Michel-de-Volangis este o comună în departamentul Cher, Franța. În 1 ianuarie 2022 avea o populație de 466 de locuitori.